# Bernard Boucault
Pour les articles homonymes, voir Boucault.
Bernard Boucault, né le 17 juillet 1948 à Blois dans le Loir-et-Cher, est un haut fonctionnaire français, qui a exercé plusieurs fois la charge de préfet et occupé le poste de directeur de l'École nationale d'administration. Il a été préfet de police de Paris du 31 mai 2012 au 9 juillet 2015.

## Biographie
Après des études au lycée Augustin-Thierry de Blois, Bernard Boucault est licencié en droit. Il est ensuite titulaire d'un DES en droit public, d’un diplôme de  l'Institut d'études politiques de Bordeaux, puis intègre l'École nationale d'administration (promotion Léon-Blum, 1973-1975).
Au sein de la préfectorale, il a été notamment sous-préfet, directeur du cabinet du préfet du Var en septembre 1975, directeur du cabinet du préfet de la région Bretagne, préfet d'Ille-et-Vilaine en juin 1977, secrétaire général de la Haute-Saône en août 1978.
Puis il est devenu directeur adjoint des stages à l’ENA en novembre 1980. En 1981, la gauche s’empare du pouvoir. En septembre 1983, Jacques Delors, alors ministre de l’Économie, des Finances et du  Budget, fait appel à ses services comme  chef de cabinet. En 1984, il devient conseiller technique au cabinet du ministre de l’Intérieur et de la Décentralisation, Pierre Joxe. 
Et en janvier 1986, il repart dans la préfectorale comme sous-préfet hors classe et secrétaire général de la préfecture des Alpes-Maritimes.
En 1988, il devient préfet de la Haute-Corse à Bastia.  En 1989, il fait l’objet d'une tentative d’enlèvement dans les locaux de la préfecture. Pierre Joxe salue son comportement en ces circonstances et le nomme, en 1990, directeur adjoint de son cabinet au ministère de l’Intérieur. Il est, par la suite, nommé préfet de la région Pays de la Loire, à Nantes. Il y côtoie Jean-Marc Ayrault. Les deux hommes s'apprécient.
Il occupe le poste de directeur de l’ENA de 2007 à 2012.
Bernard Boucault est ensuite nommé au poste de préfet de police de Paris en Conseil des ministres par François Hollande (décret du 31 mai 2012) ; il fut « installé » par le ministre de l’Intérieur Manuel Valls le 26 juin 2012,,,.
Il a été critiqué par les opposants au « mariage pour tous » et les partis de droite, lors de sa gestion des manifestations contre le projet de loi au printemps 2013. Le Défenseur des droits a jugé l'action du gouvernement, du ministère de l'Intérieur et du préfet disproportionnée « la mesure était manifestement disproportionnée, au regard de sa durée et du risque quasi inexistant de trouble que les manifestantes étaient susceptibles de causer à l'ordre public ».
Le 13 mai 2013, lors de la soirée célébrant le titre de champion de France du Paris-Saint-Germain (PSG), la préfecture de Police de Paris n’avait pas anticipé les violences et saccages d’une partie des individus venus en masse pour fêter l’événement. Les incidents survenus place du Trocadéro, ne sont pas les premiers à impliquer certains supporteurs se réclamant du PSG. Il lui a été reproché d'avoir mis en place un dispositif policier trop peu important au regard des débordements qui ont été observés,. La préfecture de police a indiqué avoir mis en place un dispositif conséquent composé d’effectifs locaux et de 7 forces mobiles et tenant compte des risques estimés et des informations fournies par les organisateurs. Le dispositif a rapidement été renforcé par 27 équipages BAC civils de l’agglomération parisienne.
Le 9 septembre 2014, il est agressé au pied du Sacré-Cœur.
Le 14 juillet 2015, la presse annonce que Benard Boucault est mêlé à une affaire de trafic d'influence. Il aurait donné satisfaction à des demandes de Jo Masanet, « figure de la gauche policière » qui se faisait payer pour obtenir la régularisation d'étrangers en séjour illégal.
Bernard Boucault a été admis à faire valoir ses droits à la retraite à compter du 18 juillet 2015 . Il est remplacé par Michel Cadot.
En janvier 2016, le Canard enchaîné révèle que des agents du ministère de l'Intérieur auraient été mandatés pour faire retirer des mentions de sa biographie dans Wikipédia pour son attitude lors de la Manif pour tous. Le journal satirique affirme les éléments suivants dans ses colonnes : « En 2013 déjà, un poulet avait tenté à six reprises, en l'espace d'une demi-heure, de modifier la fiche du préfet de police de l'époque, Bernard Boucault, afin d'effacer la trace de ses démêlés avec les opposants au mariage pour tous. Cet épisode avait alors valu au ministère d'être temporairement interdit de Wikipedia ».

## Préfet
Principaux postes comme préfet :
- 22-08-1988 : Préfet de la Haute-Corse, titularisé préfet.
- 02-02-1990 : Préfet hors cadre, directeur adjoint du cabinet du ministre de l'intérieur.
- 06-03-1991 : Directeur de l'administration territoriale et des affaires politiques.
- 28-06-1993 : Préfet de Maine-et-Loire.
- 21-07-1997 : Préfet de la Seine-Saint-Denis.
- 17-05-1999 : Préfet de région Midi-Pyrénées, préfet de la Haute-Garonne (hors classe).
- 29-08-2002 : Préfet de région Pays de la Loire, préfet de la Loire-Atlantique (hors classe).
- 30-05-2012 : Préfet de police de Paris[21]

## ENA
- 1er janvier 1973 : Élève de l’ENA (promotion Léon Blum sortie en 1975).
- 2 août 2007 au 30 mai 2012 : Directeur de l'ENA[22].

## Décorations
- Commandeur de la Légion d'honneur Il est fait chevalier le 20 novembre 1992, est promu officier le 11 juillet 2003[23], puis commandeur le 31 décembre 2012[24].
- Officier de l'ordre national du Mérite Il est fait chevalier le 6 juillet 1989, et est promu officier le 10 novembre 1997[25].

### Étranger
- Plaque (grand officier) de l'ordre de l'Aigle aztèque, en tant que préfet de police de Paris ( Mexique, 2016)[26]